# Robert Silverberg
Robert Silverberg (Brooklyn, Nova York, 15 de gener de 1935) és un escriptor nord-americà dins el gènere de la ciència-ficció. Moltes són les anècdotes que d'ell explica Isaac Asimov, particularment en els seus reculls de contes i en el document Sobre la ciència-ficció; per exemple, diu que tenien el costum de trucar-se per telèfon cada vegada que visitaven una biblioteca, per fer recompte dels títols de cadascun que hi havia en aquesta biblioteca, i sempre n'hi havia més d'Isaac Asimov. Va col·laborar en diverses revistes del gènere, com per exemple durant el primer cicle de Venture Science Fiction.